# Canton d'Iracoubo
Le canton d'Iracoubo est une ancienne division administrative française, située dans le département de la Guyane, dans l'arrondissement de Cayenne.

## Présentation
| Nom                  | Code Insee | Intercommunalité | Superficie (km2) | Population (dernière pop. légale) | Densité (hab./km2) |
| -------------------- | ---------- | ---------------- | ---------------- | --------------------------------- | ------------------ |
| Iracoubo (chef-lieu) | 97303      | CC des Savanes   | 2 762,00         | 1 931 (2014)                      | 0,7                |

## Administration
| Période | Période | Identité            | Étiquette    | Qualité |
| ------- | ------- | ------------------- | ------------ | --- |
| 1955    | 1961    | M. Liguon           | DVD          | |
| 1961    | 1973    | Robert Vignon       | UNR puis UDR | Haut fonctionnaire Sénateur (1962-1971) Maire de Maripasoula (1969-1976)                                                                            |
| 1973    | 1979    | M. Cyrille          | UDR puis RPR | |
| 1979    | 1985    | Georges Othily      | PSG          | Administrateur de biens Sénateur (1989-2008) Conseiller régional (1982-2010) Président du Conseil régional (1982-1992) Maire d'Iracoubo (1995-2001) |
| 1985    | 1998    | Ferdinand Madeleine | RPR          | Maire d'Iracoubo (1985-1995) Suppléant du député Léon Bertrand (1988-1993)                                                                          |
| 1998    | 2015    | Daniel Mangal       | DVD          | Docteur en aménagement du territoire Maire d'Iracoubo (2001-2014)                                                                                   |